# Microceratus gobiensis
Microceratus (il cui nome significa "piccolo cornuto") è un genere estinto di piccolo dinosauro ceratopside vissuto nel Cretaceo superiore, circa 90 milioni di anni fa, in Mongolia, Asia. L'unica specie ascritta a questo genere è M. gobiensis.

## Descrizione
Contrariamente ai suoi parenti più grandi come Triceratops e Styracosaurus, il Microceratus era un piccolo erbivoro bipede, lungo appena 50-60 centimetri (2 piedi), per un peso di circa 2–3 kg. Il cranio presentava molte caratteristiche da ceratopside come il becco da pappagallo e un collare sul collo, tuttavia era completamente privo di corna. Il corpo era leggero e agile adatto a brevi corse. È probabile che come il suo più antico parente Psittacosaurus anche il Microceratus possedesse una sorta di tegumento in aspetto simile a setole, sulla parte posteriore del corpo e sulla coda.

## Classificazione
Il Microceratus appartiene al sottordine dei Ceratopsia (il cui nome dal greco antico significa "facce con le corna"), un gruppo di dinosauri erbivori di grande successo, provvisti di un becco da pappagallo, grandi collari sul collo e numerose corna sul cranio, che prosperarono in Nord America e in Asia durante il periodo Cretaceo, estinguendosi circa 66 milioni di anni fa alla fine di quest'era.

## Storia della scoperta
Le specie tipo, inizialmente nominata Microceratops gobiensis, fu descritta dal paleontologo Bohlin, nel 1953. Tuttavia, il nome generico, Microceratops, era già stato utilizzato per nominare una vespa ichneumonoidea (sottofamiglia dei Gelinae). Per questo nel 2008, il paleontologo Mateus ribattezzò la specie Microceratus gobiensis per descrivere il campione tipo, sebbene gran parte del materiale in precedenza assegnato a Microceratus è stato riassegnato al genere Graciliceratops.

## Paleoecologia
Nell'epoca in cui viveva il Microceratus, il deserto del Gobi non era molto diverso da come è oggi. Pertanto il Microceratus viveva in habitat arido e secco. Le sue ridotte dimensioni e l'assenza di corna nell'animale lo rendevano una facile preda per i predatori della zona come Velociraptor e alcune specie di troodontidi. Pertanto si pensa che questi animali vivessero in piccoli gruppi e che forse scavasse cunicoli come alcune specie di ornithopodi.

### Dieta
Il Microceratus, come tutti i ceratopsidi, era un erbivoro. Durante il Cretaceo, cominciarono a comparire le primissime piante da fiore, sebbene fossero ancora "geograficamente limitate", pertanto la dieta di questo animale doveva comprendere felci, cycadi e conifere. L'animale avrebbe usato il suo becco affilato per tagliare le dure foglie e aghi delle piante di quel periodo. Non è escluso che questi animali includessero nelle loro dieta anche insetti o piccoli animali.

## Nella cultura di massa
Per il suo aspetto caratteristico il Microceratus è un dinosauro piuttosto riconoscibile sebbene non molti sappiano della sua esistenza. Il Microceratus viene alcune volte erroneamente chiamato Microceratops per via sia di una piccola assonanza tra la parola ceratus e ceratops e sia della abitudine della parola "ceratops" presente all'interno del nome di quasi tutti i ceratopsidi.
In letteratura, la sua apparizione più importante avviene nel romanzo di Michael Crichton Jurassic Park, dove viene descritto come un dinosauro arboricolo. Tuttavia non appare nella trasposizione cinematografica. In alcune versioni viene sostituito con Callovosaurus.
Un'immagine promozionale di un Microceratus è apparsa sul sito promozionale del film Jurassic World (2015), ma l'animale non è comparso nel film definitivo se non in un paio di scene eliminate; Alla fine il Microceratus è riuscito a comparire in Jurassic World - Il dominio (2022), principalmente nelle scene del mercato nero maltese e in un videomessaggio di Charlotte Lockwood, madre di Maisie. Il regista Colin Trevorrow ha riportato in alcune interviste che il Microceratus è uno dei suoi dinosauri preferiti. In ambito videoludico, il Microceratus compare in un espansione di Jurassic World Evolution 2 (2021).
La sua prima vera apparizione sul grande schermo avviene nel film Disney Dinosauri (2000), dove però non ha un ruolo di spicco se non qualche breve cameo.